# Fuentes del Valle
Pour les articles homonymes, voir Fuentes.
Fuentes del Valle est la troisième plus grande ville de la municipalité de Tultitlán, dans l'État de Mexico, au Mexique. Elle fait partie de la Ville de Mexico et comptait 74,087 habitants en 2010. Elle se trouve près de l'extrémité nord du District Fédéral (Distrito Federal), et, entre les plus grandes villes Buenavista et San Pablo de las Salinas.